# Friedrich Hansen-Löve
Friedrich Aage Hansen-Löve (auch Hansen-Løve; * 29. Dezember 1919 in Neumarkt an der Ybbs; † 7. Januar 1997 in Wien) war ein dänisch-österreichischer katholischer Schriftsteller, Essayist sowie Leiter der Hauptabteilung Kultur, Wissenschaft und Bildung des österreichischen Fernsehens ORF.

## Leben und Wirken
Der Sohn eines dänischen Offiziers wuchs in Wien auf und besuchte die private katholische Neulandschule Grinzing in Döbling, wo er eine anti-nationalsozialistische katholische Jugendgruppe Das Erste Regiment aufbaute. Er studierte Soziologie und Germanistik. Als Däne wurde er 1939 nicht eingezogen. Von 1943 bis 1946 arbeitete er als Lektor für skandinavische Literatur beim Wilhelm-Frick-Verlag. Von 1947 bis 1954 war er unter Otto Schulmeister und Otto Mauer Redakteur der Zeitschrift Wort und Wahrheit und Mitherausgeber des Magnum. Er baute das Europäische Forum Alpbach mit auf. 1954 ging er zum Hörfunk und schuf das neue Medium Fernsehen mit, für das er Sendungen wie Die Welt des Buches, Auf den Spuren von … und Fenstergucker schuf. Von 1975 bis 1990 war Fritz Hansen-Löve erneut für den Hörfunk tätig. Daneben arbeitete er als Herausgeber (von Kierkegaards Schriften) sowie als Essayist und Feuilletonist für viele Zeitungen. 1970 wurde ihm der Berufstitel Professor verliehen.
Friedrich Hansen-Löve war seit 1964 Mitglied der Freimaurerloge Zu den 3 Rosen und später auch der Forschungsloge Quatuor Coronati.
Sein Sohn ist der Slawist Aage A. Hansen-Löve (* 1947).

## Schriften
- Sören Kierkegaard: Randbemerkungen zum Evangelium. Aus den nachgelassenen Schriften ausgewählt und übersetzt von Friedrich Hansen-Löve, 1956.
- Buchwelten. Essays zur Literatur und Zeit um die Jahrhundertmitte. Wien 1999, ISBN 3-85308-046-4.

## Einzelbelege
1. ↑  „Der Kardinal predigt! Jetzt ist alles aus!“ Abgerufen am 30. November 2020.
2. ↑  Günter K. Kodek: Die Kette der Herzen bleibt geschlossen. Mitglieder der österreichischen Freimaurer-Logen 1945 bis 1985. Löcker, Wien 2014, ISBN 978-3-85409-706-8, S. 80.

| Personendaten    | Personendaten                                            |
| ---------------- | -------------------------------------------------------- |
| NAME             | Hansen-Löve, Friedrich                                   |
| ALTERNATIVNAMEN  | Hansen-Löwe, Friedrich Aage; Hansen-Lǿve, Friedrich Aage |
| KURZBESCHREIBUNG | dänisch-österreichischer Kulturredakteur und Autor       |
| GEBURTSDATUM     | 29. Dezember 1919                                        |
| GEBURTSORT       | Neumarkt an der Ybbs                                     |
| STERBEDATUM      | 7. Januar 1997                                           |
| STERBEORT        | Wien                                                     |